# Alveolaire nasaal
De alveolaire nasaal is een medeklinker die in het Internationaal Fonetisch Alfabet en in X-SAMPA aangeduid wordt met n.
De klank komt in de meeste talen voor. Er zijn maar weinig talen die deze klank missen, maar wel een [m] kennen. Een voorbeeld van zo’n taal is het Samoaans. Een taal die zowel de n als de m niet kent is het Rotokas.
Een voorbeeld van een Nederlands woord waarin deze klank voorkomt, is nacht.

## Kenmerken
- Het articulatiepunt is alveolaar, wat inhoudt dat voor het vormen van de klank het puntje van de tong tegen het gehemelte net achter de voortanden wordt gedrukt.
- Het type articulatie is stemhebbend, wat betekent dat de stembanden meetrillen bij het vormen van de klank.
- Het is een nasale medeklinker, wat betekent dat de lucht door de neus naar buiten stroomt.
- Het is een centrale medeklinker, wat wil zeggen dat de lucht over het midden van de tong stroomt, in plaats van langs de zijkanten.
- Het luchtstroommechanisme is pulmonisch-egressief, wat wil zeggen dat lucht uit de longen gestuwd wordt, in plaats van uit de glottis of de mond.

Deze pagina bevat fonetische informatie in het IPA, die in sommige browsers mogelijk niet correct wordt weergegeven.
Waar symbolen in paren voorkomen, vertegenwoordigt het rechter teken een stemhebbende medeklinker. Gearceerde gebieden bevatten medeklinkers die worden beschouwd als onuitspreekbaar.
Zie ook: IPA, Klinkers